# Anania oberthuri
Anania oberthuri là một loài bướm đêm trong họ Crambidae.